# Brachyiulus
Brachyiulus  (лат.) — род многоножек из семейства настоящие кивсяки отряда кивсяков класса двупарноногих. Включает около 8 видов, большинство из которых живут в бассейне Средиземного моря на территории Европы и Азии. Вид Brachyiulus pusillus был непреднамеренно расселён человеком по всему миру.

## Виды
Brachyiulus apfelbecki Verhoeff 1898

Brachyiulus bagnalli (Brolemann 1924)

Brachyiulus jawlowskii  Lohmander 1928

Brachyiulus klisurensis  Verhoeff 1903

Brachyiulus lusitanus  Verhoeff 1898

Brachyiulus pusillus  (Leach 1814)

Brachyiulus stuxbergi  (Fanzago 1875)

Brachyiulus varibolinus  Attems 1904